# Wielki Les
Żurawlowa Rudnia (biał. Вялікі Лес, Wialiki Les, ros. Великий Лес, Wielikij Les) – wieś na Białorusi, w obwodzie homelskim, w rejonie brahińskim, w sielsowiecie Mikulicze. W 1921 roku znajdowało się w niej 10 budynków.